# Station Snowidza Dolna
Station Snowidza Dolna is een spoorwegstation in de Poolse plaats Snowidza .